# Paterna caritas
Paterna caritas (Die väterliche Liebe...) ist eine Enzyklika von Papst Leo XIII., die er am 25. Juni 1888 veröffentlichte und in der er sich an den Patriarch von Cilicia sowie an den armenischen Klerus wandte:
“To Our Venerable Brothers Stephen Peter Patriarch of Cilicia, the Archbishops, Bishops, and Beloved Sons the Clergy, Monks, and People of the Armenian Rite in Grace and Communion with the Apostolic See”

## Wunsch zur Einheit
Er schreibt über die Wiedervereinigung der Riten zwischen der armenisch-katholischen Kirche und der römisch-katholischen Kirche und erbittet, die Gemeinsamkeit nicht zu verhindern. Er betont, dass es nun, nach der Umgliederung der Diözesen, wichtig sei, alle Brüder anzuleiten, nie in der eifrigen Exhortation nachzulassen.

## Riten der orientalischen Kirchen
Über die lange Zeit der Geschichte hatten sich in den orientalischen Kirchen mehrere Riten entwickelt: Der Chaldäische Ritus ist einer der fünf wichtigsten Riten der orientalischen Kirchen, neben dem Alexandrinischen Ritus (koptische und äthiopische Kirche), dem Antiochenischen Ritus (maronitische und syrische Kirche), dem Armenischen Ritus und dem Byzantinischen Ritus.

## Über die enge Verbindung
Der Papst beschreibt und lobt die lange Verbundenheit zwischen den beiden Kirchen und erinnert an seine Vorgänger, die der armenischen katholischen Kirche ihre Privilegien eingeräumt hatten. Er erinnert daran, dass die synodalen Verordnungen von den Patriarchen anerkannt wurden und während eines Besuchs in Rom angenommen worden seien. Diese Verpflichtung steht in einer langen Tradition der beiden Kirchen, unterstreicht er, und dürfe nicht den Gegnern der Einheit geopfert werden. Es müsse, setzt er fort, angestrebt werden, dass die Einheit der Ostkirchen und die Verbundenheit mit Rom beibehalten werde.